# Tratado de Bonn

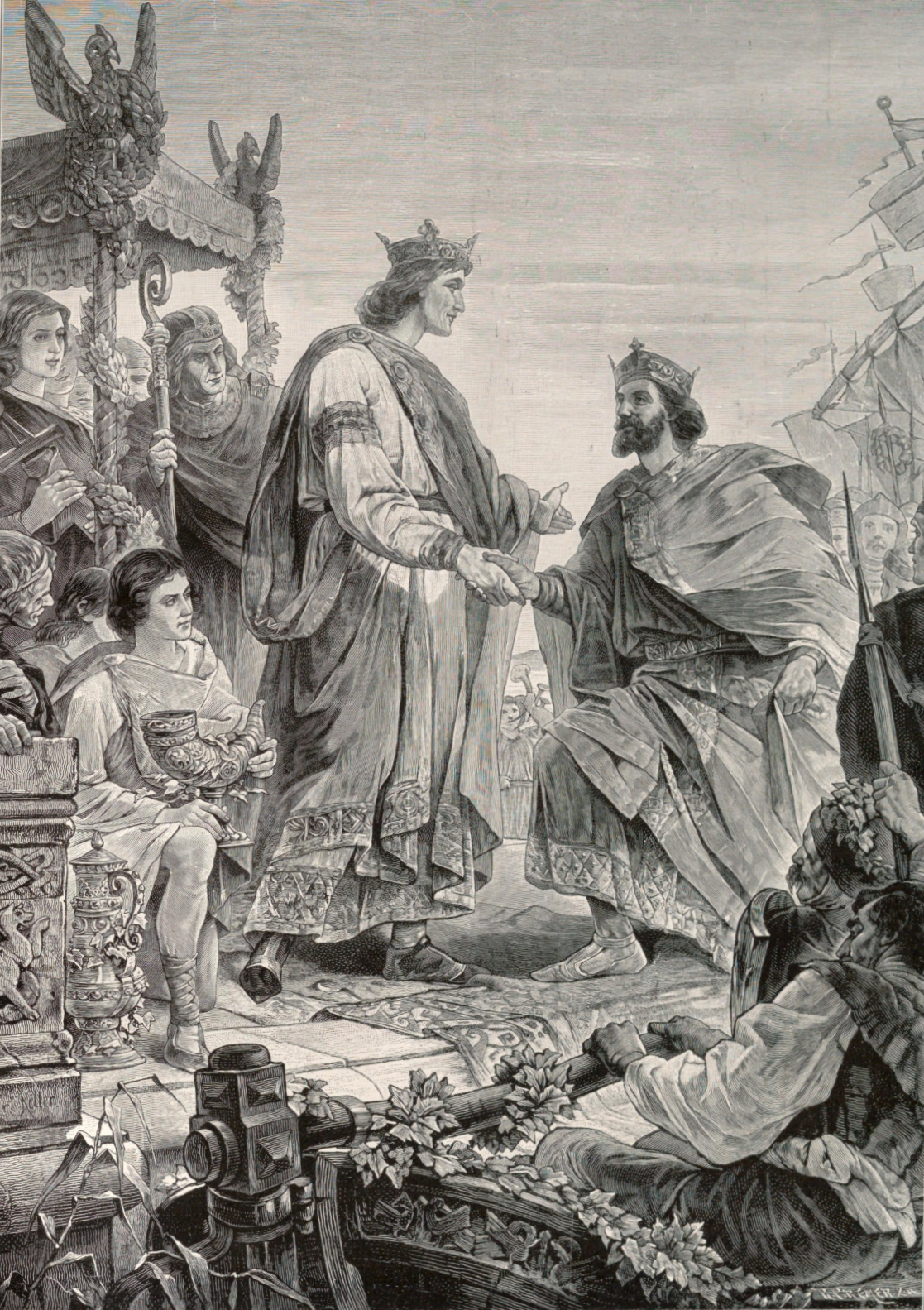
Representação romântica do século 19 do encontro entre os dois reis em Bonn em 921.

Em 7 de novembro de 921, o Tratado de Bonn, cujo texto se autodenomina um "pacto de amizade" (amicitia), foi assinado entre Carlos III da França e Henrique I da Alemanha em uma cerimônia minimalista a bordo de um navio no meio do Reno, não muito longe de Bonn. O uso do rio, que era a fronteira entre seus dois reinos, como um território neutro tinha extensos precedentes carolíngios e também foi usado na antiguidade clássica e na Inglaterra anglo-saxônica contemporânea.
O tratado, que "mais do que a maioria dessas amicitias, era decididamente bilateral, recíproco e igual", reconhecia a fronteira dos dois reinos e a autoridade de seus respectivos reis. Confirmou a legitimidade da eleição de Henrique pelos príncipes alemães e do domínio de Carlos sobre a Lotaríngia através da eleição por seus príncipes. No tratado, Henrique é intitulado rex Francorum orientalium (Rei dos Francos do Oriente) e Charles rex Francorum occidentalium (Rei dos Francos do Ocidente) em reconhecimento à divisão que fez do antigo Império Franco. Carlos e seus bispos e condes assinaram primeiro, tanto porque ele tinha sido rei por mais tempo quanto porque ele era de origem carolíngia.
O tratado foi ineficaz. Em janeiro ou início de fevereiro de 923, Henrique fez um pacto de amicitia com o usurpador Roberto I contra Carlos, que posteriormente enviou um legado a Henrique com a relíquia da mão de Dionísio, o Areopagita, revestida de ouro e cravejada de pedras preciosas, "como um sinal de fé e verdade [e] um penhor de união perpétua e amor mútuo", nas palavras de Widukind de Corvey.  Carlos provavelmente pretendia chamar Henrique para os termos do tratado de Bonn e afastá-lo de Roberto.  Em junho de 923, Carlos foi capturado na Batalha de Soissons e perdeu seu reino. Em 925, Henrique anexou a Lotaríngia..

## Edições
A primeira edição do tratado de Bonn foi publicada por Heribert Rosweyde, seguida por outra de Jacques Sirmond (1623). Mais tarde, para a Monumenta Germaniae Historica, foi editado por Georg Pertz, mas a edição definitiva saiu mais tarde nessa série:
- Ludwig Weiland, ed. Constitutiones et acta publica imperatorum et regum inde ab anno DCCCXI usque ad annum MCXCVII (911–1197), MGH LL. Constitutiones 1 (Hanover: 1893), 1 – 2, no. 1.